# Peter Hyballa
Peter Hyballa (* 5. Dezember 1975 in Bocholt) ist ein deutscher Fußballtrainer.

## Laufbahn
Bei seinen ersten Trainerstationen betreute Hyballa zunächst hauptsächlich Jugendmannschaften, so bei seinem Heimatverein Borussia Bocholt und beim 1. FC Bocholt, bei dem er die U-17 zwei Jahre lang trainierte. 1998 wurde er von Preußen Münster entdeckt, wo er in den folgenden drei Jahren für die U-17 verantwortlich war. Von Münster wechselte Hyballa 2001 zu Arminia Bielefeld und übernahm dort den Posten des A-Jugend-Trainers. Nach einem kurzen Abstecher von 2002 bis 2003 nach Namibia zu den Ramblers Windhoek, wo er erstmals als Cheftrainer agierte, ging er zurück nach Deutschland.
Von 2003 bis 2007 trainierte er die U-19 des VfL Wolfsburg und erreichte 2007 mit der A-Jugend das Finale des DFB-Junioren-Vereinspokals, das mit 1:2 gegen den Nachwuchs des TSV 1860 München verloren wurde.
Im Sommer 2007 übernahm Hyballa die U-19 von Borussia Dortmund. Mit ihr gewann er den Westfalenpokal 2008, wurde Westdeutscher Meister 2009, DFB-Vizepokalsieger 2009 und Deutscher Vizemeister 2009. Das Junioren-Pokalfinale wurde gegen den Nachwuchs des SC Freiburg im Elfmeterschießen verloren, im Finale zur deutschen Meisterschaft unterlag Hyballas Team der von Thomas Tuchel betreuten A-Jugend des 1. FSV Mainz 05 mit 1:2.
Am 15. April 2010 unterschrieb Hyballa bei Rot-Weiss Essen einen Zweijahresvertrag als Cheftrainer. Nach der Insolvenz des Vereins am 4. Juni 2010 wurde der Vertrag wieder aufgelöst und Alemannia Aachen engagierte ihn als Cheftrainer seiner Zweitligamannschaft ab der Spielzeit 2010/11 für zwei Jahre. Am 13. September 2011 wurden Hyballa und sein Co-Trainer Eric van der Luer beurlaubt und deren Verträge in beiderseitigem Einvernehmen aufgelöst. Das Team stand zu diesem Zeitpunkt mit nur drei Punkten und einem erzielten Treffer auf dem letzten Tabellenplatz der Zweiten Liga.
Von Januar 2012 bis Juni 2012 war Peter Hyballa Trainer der Red Bull Juniors Salzburg. Seine Aufgabe war es, die dortigen Talente an die Kampfmannschaft heranzuführen.
Zur Saison 2012/13 unterschrieb Hyballa einen Zweijahresvertrag beim SK Sturm Graz, wurde aber am 22. April 2013 auf einem Europa-League-Platz stehend entlassen.
Für die letzten Spiele der Saison 2013/14 kehrte Hyballa als Co-Trainer von Sascha Lewandowski nach Deutschland zurück. Dieser wurde interimistisch Nachfolger des bei Bayer 04 Leverkusen entlassenen Trainer Sami Hyypiä. Beide unterzeichneten einen Vertrag bis zum Saisonende und erreichten das vorgegebene Ziel der Qualifikation zur Champions League. Nach Abschluss der Bundesligasaison blieb Hyballa Bayer 04 in neuer Position erhalten; im Juni 2014 unterschrieb er einen Zweijahresvertrag als Cheftrainer der Leverkusener U-19.
Nach dem Ende seines Vertrags Ende Juni 2016 verließ Hyballa den Leverkusener Verein und schloss sich dem niederländischen Erstligisten NEC Nijmegen an. Beim NEC unterschrieb er einen Zweijahresvertrag, wurde aber am 24. April 2017 nach sieben Niederlagen in Serie entlassen.
Hyballa war kurzzeitig ab Mai 2018 Trainer-Ausbilder beim DFB („Pro Licence“), beendete sein Engagement aber auf eigenen Wunsch.
Am 16. Juli 2018 wurde er Cheftrainer des FC DAC Dunajská Streda in der slowakischen Fortuna liga. Er unterschrieb einen Zweijahresvertrag. In der Saison 2018/19 führte er den Verein auf Platz zwei und damit zum besten Ergebnis seit Jahrzehnten, was gleichbedeutend mit der Qualifikation für den Europapokal war. Nachdem Hyballa seinen Vertrag im zweiten Jahr – auf Rang drei liegend – nicht vorzeitig verlängern wollte, wurde er bereits in der Winterpause mit sofortiger Wirkung freigestellt.
Im Februar 2020 übernahm er das Traineramt beim niederländischen Zweitligisten NAC Breda. Seine Tätigkeit als Trainer bei NAC Breda endete am 3. Juli 2020.
Anfang Dezember 2020 wurde er als neuer Trainer des 13-fachen polnischen Meisters Wisła Krakau, bei dem er die Nachfolge von Artur Skowronek antrat, vorgestellt. Am 14. Mai 2021 einigten sich Peter Hyballa und Wisła Krakau nach Erreichen des Klassenerhalts in der Ekstraklasa auf ein vorzeitiges Vertragsende.
Zur Saison 2021/22 wurde Hyballa Cheftrainer des dänischen Zweitligisten Esbjerg fB. Er verließ den Verein jedoch nach dem 3. Spieltag wieder.
Ende September 2021 übernahm Hyballa den Drittligisten Türkgücü München als Nachfolger von Petr Ruman. Die Mannschaft stand nach dem 9. Spieltag der Saison 2021/22 mit 12 Punkten auf dem 10. Platz. Bereits nach rund zwei Monaten trennte sich der Verein Ende November 2021 wieder von Hyballa. Türkgücü hatte in dieser Zeit in 7 Ligaspielen 2-mal gewonnen und 5-mal verloren, davon zuletzt 4-mal in Folge, wodurch man in die Abstiegszone geriet. Zudem war die Mannschaft im Toto-Pokal gegen den Regionalligisten TSV Aubstadt im Viertelfinale ausgeschieden.
Zur Spielzeit 2022/23 kehrte Hyballa in die erste slowakische Liga zurück und übernahm den FK AS Trenčín. Nach einem torlosen Remis sowie einer 0:4-Niederlage trennte sich der Verein von seinem Trainer.
Seit dem 18. Januar 2023 war Peter Hyballa erneut beim niederländischen Eerste-Divisie-Fußballverein NAC Breda als Cheftrainer angestellt. Am 13. September 2023 trennte der Verein sich wieder von seinem Trainer, weil nach Aussage des Vereins die Zusammenarbeit zwischen dem Trainer und seinem Arbeitsumfeld unzureichend wurde.
Zum 1. Juli 2024 wurde er Trainer beim südafrikanischen Erstligisten Sekhukhune United, bereits einen Monat später trat er wegen „dringenden persönlichen Angelegenheiten“ wieder von seinem Posten zurück; laut lokalen Medienberichten sollen allerdings private Verfehlungen des Trainers zur vorzeitigen Vertragsauflösung geführt haben.

## Sonstiges
Bei der Europameisterschaft 2021 war Hyballa für das ZDF als Taktikexperte im Einsatz.

## Veröffentlichungen
- Peter Hyballa, Hans Dieter te Poel: Mythos niederländischer Nachwuchsfußball, Aachen 2010, ISBN 978-3-89899-576-4
- Peter Hyballa, Thomas Voggenreiter: Fußballtraining in Spielformen. Inhalte wettspielnah und motivierend vermitteln, 2010, Buch und DVD, ISBN 978-3-9813502-1-0
- Peter Hyballa: Die Ich-AG in einem Team sucht Liebe und Anerkennung, in: Jesuiten, 2018/2, S. 4, ISSN 1613-3889